# Eli Jišaj
Elijahu „Eli“ Jišaj (hebrejsky אליהו "אלי" ישי‎; * 26. prosince 1962) je izraelský politik a od roku 1996 poslanec Knesetu za stranu Šas. V minulosti zastával různé posty v izraelských vládách. Celkem třikrát byl ministrem vnitra, dále zastával pozice ministra průmyslu, obchodu a práce a ministr práce a sociální péče. Je ženatý a má sedm dětí.

## Politický život
Svoji politickou kariéru začal jako jeruzalémský radní (1987–1988). Do Knesetu byl poprvé zvolen ve volbách v roce 1996 za stranu Šas a stal se ministrem práce a sociálních věcí ve vládě Benjamina Netanjahu.
Své místo si udržel i po volbách v roce 1999 a byl znovu jmenován ministrem práce a sociálních věcí ve vládě Ehuda Baraka. Poté, co byl Barak poražen ve volbách v roce 2001 Arielem Šaronem, byl Jišaj jmenován ministrem vnitra a vicepremiérem v Šaronově vládě Národní jednoty.
Jišaj se stal předsedou strany Šas, poté, co byl její dosavadní předsedy, Arje Derim usvědčen z podvodu. Strana Šas nebyla součástí vládní koalice během působení 16. Knesetu.
Po volbách v roce 2006 byla strana Šas přizvána koalice Ehuda Olmerta a Jišaj se stal ministrem průmyslu, obchodu a práce a také vicepremiérem. Pod silnou kritikou médií se ocitl v únoru 2006, kdy v jednom rozhovoru prohlásil, že: „homosexualita je nemoc“ a popřál gayům a lesbám „rychlé uzdravení.“
Ve volbách v roce 2013 svůj poslanecký mandát obhájil. Jeho strana však skončila v opozici, v důsledku čehož přišel o post ministra vnitra.